# 阿马拉
阿马拉（阿拉伯语：‎）是伊拉克米桑省的一座城市，位于底格里斯河畔，距离伊朗边境约50公里。
阿马拉人口以什叶派为主。